# Hein Gorny

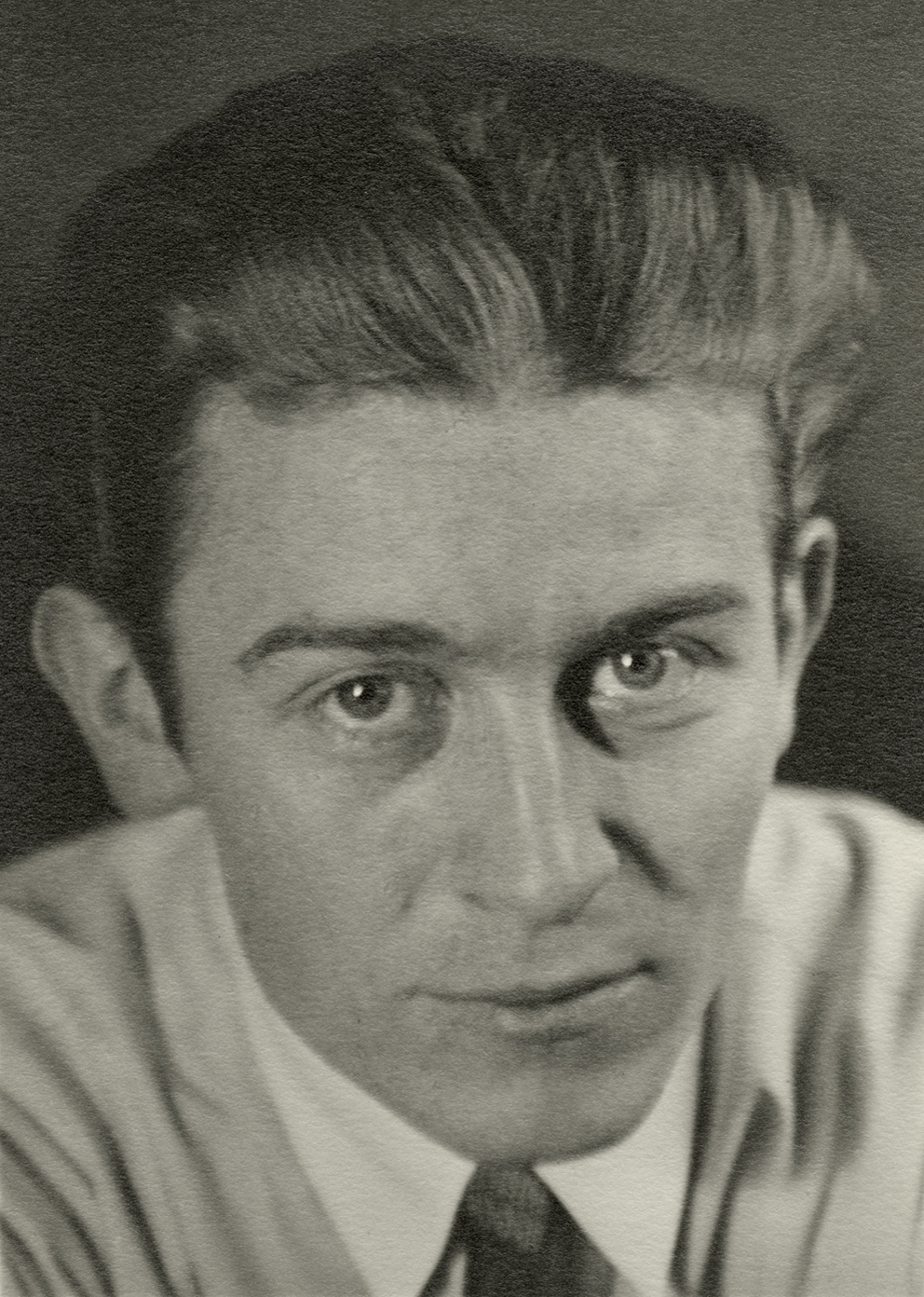
Hein Gorny, 1930

Hein Gorny (Witten, 22 de abril de 1904-Hannover, 14 de junio de 1967) fue un fotógrafo alemán perteneciente a la Neue Sachlichkeit, pionero en el retrato de la vida cotidiana y la fotografía industrial.

## Biografía
Fotógrafo autodidacta, tomó sus primeras fotos en viajes a Italia y Egipto. Trabajando en Hannover, formó parte del círculo intelectual y viajó con Erich Kästner y Erich Ohser a Moscú y Leningrado. En 1927 trabó relación con el fotógrafo Albert Renger-Patzsch que sería gran influencia en su trabajo.
En 1925 retrató al filósofo Theodor Lessing, conoció a su hija Ruth que se convertiría en su esposa. Se mudaron a Berlín en 1931 donde nació su hijo Peter Hanns en 1935. Hasta 1938 fue miembro de la sociedad de fotografía. En 1938 fue denunciado por Das Schwarze Korps. Durante la guerra fue declarado ¨no merecedor de portar armas¨por estar casado con una persona de origen judío pero se le permitió seguir trabajando como fotógrafo. Viajó a Estados Unidos pero no obtuvo permiso de residencia por lo que regresó a Berlín en 1939. Su estudio en la Kurfürstendamm 35, que fuera de Lotte Jacobi fue bombardeado y casi todos los negativos destruidos. En 1941 nació Kate, su hija.
En enero de 1945, Hein Gorny se divorció y se casó con su asistente de laboratorio fotográfico Bayerle. En abril se mudó a Caputh con su nueva esposa, donde fue arrestado por las tropas soviéticas el 25 de abril de 1945 como prisionero civil. Desde mediados de mayo fue puesto en libertad y regresó a Berlín. Se divorció de Bayerle y se casó con Ruth por segunda vez en el otoño. En 1946 los dos se divorciaron nuevamente.
Se estableció en Kassel. Pereció por quemaduras en un fuego iniciado en la clínica de Hannover donde se atendía por una antigua dolencia producto de la guerra.
Además de su cuerpo de obra y sus trabajos para la Bahlsen y Pelikan sus fotografías de las ruinas dejadas por la Segunda Guerra Mundial en Berlín tomadas a vuelo de pájaro forman parte del archivos cultural de la humanidad. Ha sido objeto de numerosas exhibiciones internacionales y publicaciones.

## Exposiciones
- 1930 München („Das Lichtbild“)
- 1935 París („Salon International d´Art Photographique“)
- 1936 París « Exposition Internationale de la Photographie Contemporaine » (Musée des Arts Décoratifs, Pavillon de Marsan)
- 1972 Hannover (Spectrum Photogalerie,  Sprengel Museum Hannover)
- 1973 Hamburg (Landesbildstelle Hamburg)
- 1975 Hannover (Spectrum Photogalerie, Sprengel Museum Hannover)
- 1982 Berlín (Berlinische Galerie)
- 1997 Bonn (Kunst- und Ausstellungshalle der Bundesrepublik Deutschland)
- 2011 Berlín Hommage à Berlin (Collection Regard)
- 2012 Berlín Hein Gorny und Heinrich Riebesehl: Hein Gorny in der Spectrum Photogalerie Hannover, 1972 (Collection Regard)
- 2014 Berlín "Vom allzu flüchtigen Reiz der Bewegung" Fotografien von Peter Thomann und Hein Gorny (Collection Regard)
- 2015 Bologna "Hein Gorny, New Objectivity and Industry" im Palazzo Pepoli (Historischen Museum) im Rahmen von FOTO/Industria 2015
- 2015 Berlín « Art in Berlin 1880-1980. From the Collection » (Berlinische Galerie)
- 2015 Arlés « Collection Regard - Salon Photographique » (FOTOHAUS)
- 2015 Berlín « Europe under construction : Berlin 1945-2015 » (Galerie 36)
- 2016 Berlín "Hein Gorny, New Objectivity and Industry" (Collection Regard)
- 2016 Moscow "Hein Gorny, New Objectivity and Industry" (Multimedia Art Museum Moskow, Photobiennale 2016)
- 2016 Arlés « Collection Regard - Salon Photographique » (FOTOHAUS)
- 2016 París "Natur und Industrie – Manfred Paul & Hein Gorny" (Galerie Binome)

## Publicaciones
- Wolf H. Döring:Bildnisse – drinnen und draußen. Halle 1939.
- Paul Eipper:Prangender Sommer im deutschen Wald. Berlín 1933.
- Paul Eipper:Dein Wald. Herbst und Winter. Berlín 1937.
- Paul Eipper:Liebe zum Tier. Erlebtes und Geschautes. Berlín 1937.
- Paul Eipper:Die gelbe Dogge Senta. München 1951.
- Hein Gorny:Die Chronik der Feldmühle. Stettin 1935.
- Hein Gorny/ Karl Thurner: Der Haflinger - Unser deutsches Bergpferd. München 1942.
- Hein Gorny:Ein Pferdebuch. München, 1938.
- Hein Gorny:Ein Hundebuch. München, 1941.
- Hein Gorny, H. E. Trieb:Fotoerfolg am Badestrand. Halle, 1941.
- Julius Kempf:Buntes Trachtenbüchlein Oberbayern. München 1954.
- Ilse Obrig:Dackel Jüttje und das Katzenkind. Stuttgart 1952.
- H. L. Oeser:Das Nieverlorene Paradies. Aus deutschen Wäldern, Wiesen und Gärten. Ein Bildwerk vom Pflanzenreich. Berlín 1934.
- Hanns Reich:Pferd. Ein terra magica Bildband. Düsseldorf 1967.
- Reichsinnungsverband des Schlosserhandwerks Berlín (Hrsg.):Der Schlüssel erschließt Ihnen Interessantes für die Gestaltung von Haus, Heim und Hof.[Werbeschrift]. Berlín. O.J.
- Alexander Schmook:Im grünen Revier – Jagd – und Tiergeschichten. Berlín 1936.
- Georg Thurmaier, Josef Rick:Das helle Segel. Freiburg 1936.
- H. E. Trieb:Durch Wald und Flur. Halle, 1939.
- Karl Zorn:Im Westerwald und Taunus: Aus den Erlebnissen und Erinnerungen eines Wildmeisters. Hamburg/Berlin 1966.
- Martin Knechtges, Jörg Schenuit (Hrsg.): Journal für Religion und Moderne. Irritierende Kräfte. Eros & Paideia. Band 10, Paderborn 2012.
- Günther Wagner (Hrsg.): "Firmengeschichte, Wirtschaftsgeschichte, Schreibgeräte, Kataloge - Pelikan". Hannover 1938.
- Jacques, Norbert: „Bahlsen Keksfabrik 1889-1939. Zum 50.Geburtstag des Bestehens.“. Hannover 1939.

### Catálogos
- H. G.. Hannover 1972. (Kat. Spectrum Photogalerie)
- La Photographie sous la Republique de Weimar. Une exposition de l`Institut pour les Relations Culturelles avec l´Etranger (Institut für Auslandsbeziehungen). Stuttgart 1980.
- Van Deren Coke: Avantgarde Photography in Germany, 1919-1939, München 1982 S.68/69.
- Berlin fotografisch: Fotografie in Berlin 1860-1982. Berlín 1982. ( Berlinische Galerie)
- Photographische Perspektiven aus den Zwanziger Jahren ( 20er Jahre ).1994, Museum für Kunst und Gewerbe.
- Deutsche Fotografie. Macht eines Mediums 1870-1970. Köln 1997. (Kat. Kunst- und Ausstellungshalle BRD, Bonn)
- Und sie haben Deutschland verlassen...müssen. Fotografen und ihre Bilder 1928-1997. Bonn 1997. (Ausst.-Kat. Rheinisches Landesmuseum)
- Hommage à Berlin. Hein Gorny – Adolph C. Byers – Friedrich Seidenstücker. Berlín 2011. (Kat. Collection Regard) ISBN 978-3-00-033886-1
- Hein Gorny und Heinrich Riebesehl: Hein Gorny in der Spectrum Photogalerie Hannover, 1972. Berlín 2012. (Kat. Collection Regard) ISBN 978-3-00-03955-67
- Hein Gorny, New Objectivity and Industry Berlín 2015. (Kat. Collection Regard)

## Artículos
- Westermanns Monatshefte 77. Jahrgang 153. Band 1. und 2.Teil September 1932 bis Februar 1933. Heft 913-918. Braunschweig 1932.
- „Arts et Metiers Graphiques. Photographie“. París 1932, 1933-1934, 1935, 1936, 1937, 1938, 1939.
- „Arts et Metiers Graphiques. Photocinegraphie“. París 1933, 1934, 1935, 1936.
- „Das Deutsche Lichtbild (1936). Jahresschau 1936“. Berlín 1934.
- „Das Deutsche Lichtbild (1936). Jahresschau 1936“. Berlín 1935.
- „Arts et Metiers Graphiques“. París 1936.
- „Fotorat auf Reisen“. Fotoerfolg am Badestrand. Bd. 8 (HG) Wilhelm Knapp. Halle 1937.
- Die Wehrmacht. Sonderausgabe Manöver 1937. (HG) Reichskriegsministerium. Berlín 1937.
- „Fotorat auf Reisen“. Kamera auf Skiern.Bd.9 (HG) Wilhelm Knapp. Halle 1937.
- „Das Deutsche Lichtbild (1938). Jahresschau 1938“. Berlín/Stuttgart 1938.
- „Volk und Welt. H2/ Februar 1939. Deutschlands Monatsbuch“. Hannover 1939. (HG. Oppermann)
- „Fotorat auf Reisen“. Durch Wald und Flur. Bd. 11 (HG) Wilhelm Knapp. Halle 1939.
- „Arts et Metiers Graphiques. Photographie“. Jahrgang 1930-1940.
- „Photo Conseil“. Belles photos de plages. Bd. 5 (HG) Wilhelm Knapp. Halle 1942.
- Fotogeschichte, Heft 73: Klingbeil, Almut: Theodor Lessing, Hein Gorny und die Neue Sachlichkeit. Fotogeschichte. Beiträge zur Geschichte und Ästhetik der Fotografie. Marburg Bd. 19 (1999), 73, S.29-38.